# اولوی مانینن
اولوی مانینن (فنلاندی: Uolevi Manninen; ۷ آوریل ۱۹۳۷ – ۱۰ نوامبر ۲۰۰۹) بازیکن بسکتبال اهل فنلاند بود. وی در بازی‌های المپیک تابستانی ۱۹۶۴ حضور داشته‌است.